# Valero Rivera Folch
Valero Rivera Folch (Barcelona, 1985. február 22. –) világ és Európa-bajnok spanyol kézilabdázó, a HBC Nantes 189 cm magas és 85 kg-os balszélsője. A 2016-os férfi kézilabda-Európa-bajnokság gólkirálya. Édesapja, Valero Rivera López szintén kézilabdázott, jelenleg edző.

## Pályafutása

### Klubcsapatokban
A 185 centiméteres bal átlövő pályafutása a Barcelona csapatánál kezdődött. 2001-től tartozott a felnőtt kerethez, a katalán klubbal 2003-ban bajnoki címet nyert, 2004-ben EHF-kupát, 2005-ben pedig Bajnokok Ligáját. A Barcelona után hazájában több klubban is játszott, megfordult az Aragón, az Algeciras és a Guadalajara csapatában is. 2010-ben a francia HBC Nantes szerződtette. A 2011-12-es és 2012-13-as szezonokban ő volt a második legjobb gólszerző a bajnokságban, a 2011-12-es idényben ő lett a legjobb játékosa is az idénynek. 2016 nyarán visszatért Barcelonába, akikkel 2017-ben és 2018-ban bajnokságot és kupát nyert. 2018-ban visszatért a HBC Nantes-hoz. 2021-ben a Bajnokok Ligája-szezon gólkirálya lett és az All-Star csapatba is bekerült.

### A válogatottban
A spanyol válogatottban 2011-ben mutatkozott be. Tagja volt a 2013-as spanyol rendezésű világbajnokságon győztes csapatnak, amelynek szövetségi kapitánya édesapja, Valero Rivera López volt. A 2014-es Európa-bajnokságon bronzérmet, a 2016-os Európa-bajnokságon ezüstérmet, a 2018-as kontinenstornán pedig aranyérmet szerzett.